# Karpy (equip ciclista)
L'equip Karpy va ser un equip ciclista espanyol que competí entre 1967 i 1972.

## Principals resultats
- Pujada a Arrate: Domingo Fernández (1969), Gonzalo Aja (1972)
- Volta a Cantàbria: Gonzalo Aja (1971)
- Volta a Astúries: Eduard Castelló (1971)

### A les grans voltes
- Volta a Espanya
  - 6 participacions (1967, 1968, 1969, 1970, 1971, 1972)
  - 4 victòries d'etapa:
    - 2 el 1968: Manuel Martín (2)
    - 1 el 1969: Manuel Martín
    - 1 el 1970: Julián Cuevas

  - 0 classificació final:
  - 0 classificacions secundàries:

- Tour de França
  - 0 participacions

- Giro d'Itàlia
  - 0 participacions